# Мичуринский (Калининградская область)
Мичуринский — посёлок в Неманском районе Калининградской области. Входит в состав Неманского городского поселения.

## Население
| 2002 | 2010 |
| ---- | ---- |
| 412  | ↘384 |

## История
В 1860 году семейством фон Мак в посёлке Альтхоф Рагнит (нем. Althof-Ragnit) была построена усадьба с прудом.
Усадьба входит в перечень объектов культурного наследия регионального значения. Вокруг господского дома располагался дендрологический парк, который насчитывал более полутора сотен редких деревьев и кустарников.
В 1946 году Альтхоф Рагнит был переименован в поселок Мичуринский.
В послевоенные годы размещались контора совхоза «Мичуринец» и плодопитомник. В 1990-е годы, с ликвидацией совхоза, комплекс зданий усадьбы Альтхоф Рагнит начал приходить в запустение. После пожара в мае 2014 года господский дом превратился в руины.

## Галерея
- Усадьба Альтхоф Рагнит(объект культурного наследия регионального значения), 2025 год.
- Дом пожарной части усадьбы Альтхоф Рагнит, 2025 год.
- Здание конюшни в усадьбе Альтхоф Рагнит, 2025 год.